# Verallgemeinertes Eigenwertproblem
Das verallgemeinerte Eigenwertproblem ist eine Problemstellung der linearen Algebra.

## Definition
Das Problem, zu vorgegebenen Matrizen {\displaystyle A,B\in \mathbb {C} ^{n\times n}} gewisse Zahlen {\displaystyle \lambda \in \mathbb {C} } und Vektoren {\displaystyle x\in \mathbb {C} ^{n}} mit {\displaystyle x\neq 0} zu bestimmen, sodass 
{\displaystyle Ax=\lambda Bx}
gilt, wird in Abgrenzung zum Eigenwertproblem als verallgemeinertes Eigenwertproblem bezeichnet. 

## Lösungsverfahren
Ist {\displaystyle B} regulär, so lässt sich das verallgemeinerte Eigenwertproblem auf das gewöhnliche Eigenwertproblem
{\displaystyle B^{-1}Ax=\lambda x}
zurückführen. Dieser Lösungsansatz ist aber i. A. nur von theoretischer Bedeutung, da die Berechnung einer inversen Matrix numerisch oft nicht möglich oder sehr unpraktisch ist.
Oftmals lassen sich aus der Aufgabenstellung schon gewisse Informationen über die betrachteten Matrizen sammeln, welche die Berechnung dann vereinfachen können. Sind z. B. {\displaystyle A,B} symmetrisch und {\displaystyle B} außerdem positiv definit, so lässt sich die Berechnung wesentlich vereinfachen: Die Matrix {\displaystyle B} lässt sich mittels der Cholesky-Zerlegung in {\displaystyle B=LL^{T}} zerlegen. Dann ist {\displaystyle B^{-1}A} ähnlich zu einer Matrix {\displaystyle H:=L^{-1}A(L^{-1})^{T}}. Die Inverse von {\displaystyle L} lässt sich sehr effizient berechnen, da {\displaystyle L} eine Dreiecksmatrix ist. Bestimmt man nun die Eigenwerte von {\displaystyle H}, so sind dies auch die Eigenwerte von {\displaystyle B^{-1}A}.
Für beliebige Matrizen {\displaystyle A,B} kann auch der QZ-Algorithmus genutzt werden.

## Beispiel
Betrachte das verallgemeinerte Eigenwertproblem
{\displaystyle {\begin{bmatrix}4&4&8\\4&0&4\\8&4&4\end{bmatrix}}x=\lambda {\begin{bmatrix}2&-1&0\\-1&2&-1\\0&-1&2\end{bmatrix}}x}.

### Naiver Ansatz
Die Berechnung der Inversen von {\displaystyle B} ergibt
{\displaystyle B^{-1}={\frac {1}{4}}{\begin{bmatrix}3&2&1\\2&4&2\\1&2&3\end{bmatrix}}}
und damit 
{\displaystyle B^{-1}A={\begin{bmatrix}7&4&9\\10&4&10\\9&4&7\end{bmatrix}}}.
Die Eigenwerte dieser Matrix sind 20,7703 sowie -2 und - 0,7703.

### Mittels der Cholesky-Zerlegung
{\displaystyle A,B} sind symmetrisch und {\displaystyle B} außerdem positiv definit. Die Cholesky-Zerlegung liefert die Matrix 
{\displaystyle L^{T}={\begin{bmatrix}1{,}4142&-0{,}7071&0\\0&1{,}2247&-0{,}8165\\0&0&1{,}1547\end{bmatrix}}}.
Dann ist 
{\displaystyle H:=L^{-1}A(L^{-1})^{T}={\begin{bmatrix}2{,}0000&3{,}4641&7{,}3485\\3{,}4641&3{,}3333&8{,}0139\\7{,}3485&8{,}0139&12{,}6667\end{bmatrix}}}.
Die Eigenwerte dieser Matrix sind wie zu erwarten mit den oben berechneten Eigenwerten identisch.